# Ton heure a sonné
Pour plus de détails, voir Fiche technique et Distribution.
Ton heure a sonné (titre original : Coroner Creek) est un western américain réalisé par Ray Enright et sorti en 1948.

## Synopsis
Un homme ne songe qu'à venger sa fiancée qui a été assassinée.

## Fiche technique
- Titre original : Coroner Creek
- Réalisation : Ray Enright
- Scénario : Kenneth Gamet d'après un roman de Luke Short
- Production : Columbia Pictures Corporation, Producers-Actors Corporation
- Musique : Rudy Schrager
- Image : Fred Jackman Jr.
- Montage : Harvey Manger
- Durée : 90 minutes[1]
- Dates de sortie : 
  - États-Unis : 1er juillet 1948
  - France : 4 janvier 1952

## Distribution
- Randolph Scott : Chris Danning
- Marguerite Chapman : Kate Hardison
- George Macready : Younger Miles
- Sally Eilers : Della Harms
- Edgar Buchanan : Shérif O'Hea
- Barbara Read : Abbie Miles
- Wallace Ford : Andy West
- Forrest Tucker : Ernie Combs
- William Bishop : Leach Conover
- Joe Sawyer : Frank Yordy
- Russell Simpson : Walt Hardison
- Douglas Fowley : Stew Shallis
- Lee Bennett : Tip Henry
- Forrest Taylor : McCune
- Phil Schumacher : Bill Arnold
- John Halloran (non crédité) : un pilier de bar